# Jequitaí
Jequitaí – miasto i gmina w Brazylii, w stanie Minas Gerais.